# うおぬまゆう
うおぬまゆう（5月31日 - ）は、日本の漫画家、イラストレーター。性別は女性。美少女書籍、アンソロジー、少年漫画などの執筆を行う。
漫画購読、アニメ鑑賞、ソーシャルゲーム、サバイバルゲームなど多彩な趣味を持つ。

## 概要
pixivで2008年4月4日からイラスト投稿開始。毎月イラストを投稿していたが2020年6月7日以降は投稿なし。2021年12月15日に久々に新規イラスト投稿した。2009年12月からTwitterを開始し、pixvに投稿した過去イラストを定期的にTwitterに投稿している。skebでも活動しており1万円～でイラストを依頼することができる。

## 作品リスト

### 参加イラスト作品
- すいむすーつ大百科 (メディア・テック出版) 2007年9月10日発売 [2]
- アーサー王大百科 (メディア・テック出版) 2007年10月19日発売 [3]
- シャルルマーニュ大百科 (メディア・テック出版) 2007年12月5日発売 [4]
- 武器むすめ大百科 (メディア・テック出版) 2007年12月28日発売 [5]
- 大学受験らくらくブック 漢文―点につながる!流れがわかる! (新マンガゼミナール)　（三羽邦美（監修）、学習研究社） 2007年11月30日発売 [6]
- いけ! いけ! 僕らのリトルバスターズ! (ハーヴェスト出版・星雲社) 2007年12月20日発売 [7]
- 萌え萌え 防具事典 (イーグルパブリシング) 2008年2月1日発売 [8]
- 魔女狩り大百科 (メディア・テック出版) 2008年3月11日発売 [9]
- 三国志 〜萌え武将百花繚乱〜 (ビデオ出版) 2008年7月1日発売 [10]
- 萌え萌え 戦乙女事典 (イーグルパブリシング) 2008年5月1日発売 [11]
- 萌え萌え 魔法事典 (イーグルパブリシング) 2008年9月1日発売 [12]
- 萌え萌え 英雄事典 ヨーロッパ編 (イーグルパブリシング) 2008年10月1日発売 [13]
- AGC38 Love Stories In 吉祥寺 チョコレート革命 (フレックスコミックス) 第1話を担当 2012年6月20日発売 [14]

### 参加アンソロジーコミック
- ワーキングプア脱出(得)大作戦 (グリーンアロー出版社) 2009年1月13日発売 [15]
- かんなぎ アンソロジーコミック VOL.2 (一迅社) 2009年2月5日発売 [16]
- 僕は友達が少ない 公式アンソロジーコミック (MFコミックス アライブシリーズ) 2011年10月13日発売 [17]
- STEINS;GATE 0 電撃コミックアンソロジー (電撃コミックスEX) 2016年5月27日発売 [18]
- Fate/Grand Order 電撃コミックアンソロジー2 (電撃コミックスNEXT) 2016年6月27日発売 [19]
- ラストピリオド -終わりなき螺旋の物語- 電撃コミックアンソロジー (電撃コミックスEX) 2016年11月26日発売 [20]
- ソードアート・オンライン 電撃コミックアンソロジー1 彼と剣と彼女と恋と。 (電撃コミックスNEXT) 2017年6月10日発売 [21]

### コミカライズ
- 俺たちに翼はない フレッジリング（原作：Navel、『メディファク☆モバイル！』2011年3月 - 2012年12月） 全2巻[22][23]
- Bグループの少年（原作：櫻井春輝、『アルファポリスWeb漫画セレクション』2013年10月 - 2015年2月）全2巻[24][25]
- アルティメット・アンチヒーロー（原作：海空りく、キャラクター原案：Nardack、『水曜日のシリウス』2015年5月 - 2016年2月）全2巻[26][27]
- 郵便配達人 花木瞳子 CASE 親指泥棒（原作：二宮敦人、キャラクター原案：鉄雄、『ニコニコ漫画（公式）[注釈 1]』2016年12月 - 2017年8月（諸事情により連載終了[28]）全9話 全1巻[29]（一部未単行本化）
- 最強魔法師の隠遁計画（原作：イズシロ、キャラクター原案：ミユキルリア、『コミックファイア』2017年7月 - 2019年1月（諸事情により連載終了[30]）全13話 全2巻[31][32]（一部未単行本化）
※最強魔法師の隠遁計画に関しては米白かるがマンガUP！にて再コミカライズを担当しており、うおぬまゆう版は原作者のページからも削除されている[33]。
- ソードアート・オンライン -インテグラル・ファクター- プロローグコミック（原作：川原礫、キャラクター原案：abec、ストーリー監修：バンダイナムコエンターテインメント、アスキーメディアワークス、2017年10月1日無料配布[34]（後日、PDFデータとなって配信されている[35]））
- 賢者の弟子を名乗る賢者外伝〜ミラと素敵な召喚精霊たち〜（原作：りゅうせんひろつぐ、キャラクター原案：藤ちょこ、『マンガボックス』2020年10月 - 2021年10月）全3巻
- コンビニ強盗から助けた地味店員が、同じクラスのうぶで可愛いギャルだった（原作：あボーン、キャラクター原案：なかむら、『ヤングエースUP』2023年4月3日[36] - ）